# Route nationale 6 (Inde)
Pour les articles homonymes, voir Route nationale 6.
La route nationale 6 (National Highway 6) relie Hajirat à Kolkata. Elle est longue de 1 949 km et forme la partie nord du Quadrilatère d'or.